# Kolem jezera Čching-chaj 2010
9. ročník závodu Kolem jezera Čching-chaj (plným názvem 9. ročník mezinárodního cyklistického silničního závodu Kolem jezera Čching-chaj 2010; čínsky 2010第九届环青海湖国际公路自行车赛, 2010 ti ťiou ťie chuan Čching-chaj-chu kuo-ťi kung-lu c'-sing-čche-saj) se konal od 16. do 25. července 2010 v čínské provincii Čching-chaj v okolí jezera Čching-chaj.
Závod odstartoval zahajovacím ceremoniálem a kritériem v Chu-ču, autonomním okrese národnosti Tchu (互助土族自治县), a skončil v hlavním městě provincie Čching-chaj – v Si-ningu (西宁). Celková délka závodu činila 1241 km, nejnižší bod trati ležel v nadmořské výšce 1880 m n. m., nejvyšší ve výšce 3870 m n. m.  Závod poprvé zavítal do pohoří Čchi-lien (祁连山), zvaného „malé Švýcarsko Orientu,“ a jeho trasa oproti minulým ročníkům vedla ve větší míře po území obývaném národnostními menšinami.
Závod byl v rámci série 2009-2010 UCI Asia Tour klasifikován jako podnik úrovně 2.HC, tj. jako etapový závod nejvyšší úrovně. Zúčastnilo se jej 140 cyklistů v barvách 21 stájí ze 16 států a oblastí, 7 týmů se zúčastnilo poprvé v historii. Dokončilo a klasifikováno bylo 115 závodníků. Celkové prize money činilo 300 000 USD.
Závodu se zúčastnil jeden český závodník – Jakub Kratochvíla v dresu rakouské kontinentální cyklistické stáje Arbö KTM-Gebrüder Weiss. Dokončil na 57. místě, v dílčích klasifikacích nebodoval.

## Trasa závodu
| Etapa  | Start / cíl                        | Vzdálenost  | Datum        | Vítěz etapy      | Žlutý trikot             |
| ------ | ---------------------------------- | ----------- | ------------ | ---------------- | ------------------------ |
| Prolog | kritérium Chu-ču                   | 12 × 6 km   | 16. červenec | Jurij Metlušenko | nebylo souč. celk. klas. |
| 1.     | Si-ning – Tchung-žen               | 170,8 km    | 17. červenec | Radoslav Rogina  | Radoslav Rogina          |
| 2.     | Tchung-žen – Sün-chua              | 94,8 km     | 18. červenec | Gregor Gazvoda   | Radoslav Rogina          |
| 3.     | Sün-chua – Si-ning                 | 173,3 km    | 19. červenec | Ghader Mizbani   | Radoslav Rogina          |
| 4.     | Středisko Tuo-pa – Čching-chaj-chu | 117,8 km    | 20. červenec | Jurij Metlušenko | Radoslav Rogina          |
| 5.     | Čching-chaj-chu – Niao-tao         | 120,6 km    | 21. červenec | Jurij Metlušenko | Radoslav Rogina          |
| 6.     | Niao-tao – Si-chaj-čen             | 152,4 km    | 22. červenec | Mehdi Sohrabi    | Hossein Askari           |
| 7.     | Si-chaj-čen – Mo-le                | 123 km      | 23. červenec | Boris Špilevskij | Hossein Askari           |
| 8.     | Čchi-lien – Čching-š'-cuej         | 150,4 km    | 24. červenec | Boris Špilevskij | Hossein Askari           |
| 9.     | kritérium Si-ning                  | 12 × 5,5 km | 25. červenec | Mehdi Sohrabi    | Hossein Askari           |

## Trikoty jednotlivých klasifikací
| Celková klasifikace | Bodová klasifikace | Vrchařská klasifikace | Lídr asijské túry |
| ------------------- | ------------------ | --------------------- | ----------------- |

## Celkové výsledky

### Celková klasifikace
| Pořadí | Jezdec              | Stát                   | Stáj                              | Celkový čas |
| ------ | ------------------- | ---------------------- | --------------------------------- | ----------- |
| 1.     | Hossein Askari      | Írán                   | Tabriz Petrochemical Cycling Team | 26h54'59"   |
| 2.     | Radoslav Rogina     | Chorvatsko             | BK Loborika                       | + 44"       |
| 3.     | Kiel Reijnen        | Spojené státy americké | Jelly Belly presented by Kenda    | + 1'19"     |
| 4.     | Mitja Mahorič       | Slovinsko              | Slovinský národní tým             | + 1'23"     |
| 5.     | David McCann        | Irsko                  | Giant Asia Racing Team            | + 1'28"     |
| 6.     | Andrej Mizurov      | Kazachstán             | Tabriz Petrochemical Cycling Team | + 1'34"     |
| 7.     | Ghader Mizbani      | Írán                   | Tabriz Petrochemical Cycling Team | + 1'41"     |
| 8.     | Vladimir Kerkez     | Slovinsko              | Slovinský národní tým             | + 1'52"     |
| 9.     | Hossein Alieadeh    | Írán                   | Tabriz Petrochemical Cycling Team | + 1'53"     |
| 10.    | Tomislav Dančulović | Chorvatsko             | BK Loborika                       | + 2'12"     |
| …      |                     |                        |                                   |             |
| 57.    | Jakub Kratochvíla   | Česko                  | Arbö KTM-Gebrüder Weiss           | + 45'37"    |

### Bodová klasifikace
| Pořadí | Jezdec           | Stát       | Stáj                              | Body |
| ------ | ---------------- | ---------- | --------------------------------- | ---- |
| 1.     | Boris Špilevskij | Rusko      | Ruský národní tým                 | 92   |
| 2.     | Mehdi Sohrabi    | Írán       | Tabriz Petrochemical Cycling Team | - 14 |
| 3.     | Ruslan Tleubajev | Kazachstán | Kazašský národní tým              | - 23 |

### Vrchařská klasifikace
| Pořadí | Jezdec           | Stát       | Stáj                              | Body |
| ------ | ---------------- | ---------- | --------------------------------- | ---- |
| 1.     | Ghader Mizbani   | Írán       | Tabriz Petrochemical Cycling Team | 33   |
| 2.     | Hossein Alieadeh | Írán       | Tabriz Petrochemical Cycling Team | - 8  |
| 3.     | Radoslav Rogina  | Chorvatsko | BK Loborika                       | - 9  |

### Nejlepší jezdec asijské túry
| Pořadí | Jezdec         | Stát       | Stáj                              | Celkový čas |
| ------ | -------------- | ---------- | --------------------------------- | ----------- |
| 1.     | Hossein Askari | Írán       | Tabriz Petrochemical Cycling Team | 26h54'59"   |
| 2.     | Andrej Mizurov | Kazachstán | Tabriz Petrochemical Cycling Team | + 1'34"     |
| 3.     | Ghader Mizbani | Írán       | Tabriz Petrochemical Cycling Team | + 1'41"     |

### Týmová klasifikace
| Pořadí | Stáj                              | Stát      | Celkový čas |
| ------ | --------------------------------- | --------- | ----------- |
| 1.     | Tabriz Petrochemical Cycling Team | Írán      | 80h45'08"   |
| 2.     | Slovinský národní tým             | Slovinsko | + 5'17"     |
| 3.     | Giant Asia Racing Team            | Tchaj-wan | + 10'02"    |

## Výsledky etap

### Prolog (kritériumChu-ču; 72 km)
Pořadí v rámci etapy
| Pořadí | Jezdec             | Stát     | Stáj                    | Čas      |
| ------ | ------------------ | -------- | ----------------------- | -------- |
| 1.     | Jurij Metlušenko   | Ukrajina | Amore e Vita-Conad      | 1h32'18" |
| 2.     | Pierpaolo de Negri | Itálie   | ISD-Neri                | + 0"     |
| 3.     | Boris Špilevskij   | Rusko    | Ruský národní tým       | + 0"     |
| …      |                    |          |                         |          |
| 74.    | Jakub Kratochvíla  | Česko    | Arbö KTM-Gebrüder Weiss | + 25"    |

Prolog nebyl součástí celkové klasifikace.

### 1. etapa (Si-ning–Tchung-žen; 170,8 km)
Pořadí v rámci etapy
| Pořadí | Jezdec            | Stát                   | Stáj                           | Čas      |
| ------ | ----------------- | ---------------------- | ------------------------------ | -------- |
| 1.     | Radoslav Rogina   | Chorvatsko             | BK Loborika                    | 3h52'50" |
| 2.     | Kiel Reijnen      | Spojené státy americké | Jelly Belly presented by Kenda | + 39"    |
| 3.     | Ťiang Kchun       | Čína                   | Čínský národní tým             | + 39"    |
| …      |                   |                        |                                |          |
| 44.    | Jakub Kratochvíla | Česko                  | Arbö KTM-Gebrüder Weiss        | + 5'19"  |

Celková klasifikace
| Pořadí | Jezdec            | Stát                   | Stáj                           | Čas      |
| ------ | ----------------- | ---------------------- | ------------------------------ | -------- |
| 1.     | Radoslav Rogina   | Chorvatsko             | BK Loborika                    | 3h52'40" |
| 2.     | Kiel Reijnen      | Spojené státy americké | Jelly Belly presented by Kenda | + 43"    |
| 3.     | Ťiang Kchun       | Čína                   | Čínský národní tým             | + 45"    |
| …      |                   |                        |                                |          |
| 44.    | Jakub Kratochvíla | Česko                  | Arbö KTM-Gebrüder Weiss        | + 5'29"  |

### 2. etapa (Tchung-žen–Sün-chua; 94,8 km)
Pořadí v rámci etapy
| Pořadí | Jezdec            | Stát      | Stáj                              | Čas      |
| ------ | ----------------- | --------- | --------------------------------- | -------- |
| 1.     | Gregor Gazvoda    | Slovinsko | Arbö KTM-Gebrüder Weiss           | 2h15'10" |
| 2.     | Hossein Askari    | Írán      | Tabriz Petrochemical Cycling Team | + 0"     |
| 3.     | David McCann      | Irsko     | Giant Asia Racing Team            | + 2"     |
| …      |                   |           |                                   |          |
| 71.    | Jakub Kratochvíla | Česko     | Arbö KTM-Gebrüder Weiss           | + 12'11" |

Celková klasifikace
| Pořadí | Jezdec            | Stát                   | Stáj                           | Čas      |
| ------ | ----------------- | ---------------------- | ------------------------------ | -------- |
| 1.     | Radoslav Rogina   | Chorvatsko             | BK Loborika                    | 6h07'52" |
| 2.     | Gregor Gazvoda    | Slovinsko              | Arbö KTM-Gebrüder Weiss        | + 37"    |
| 3.     | Kiel Reijnen      | Spojené státy americké | Jelly Belly presented by Kenda | + 44"    |
| …      |                   |                        |                                |          |
| 61.    | Jakub Kratochvíla | Česko                  | Arbö KTM-Gebrüder Weiss        | + 17'38" |

### 3. etapa (Sün-chua–Si-ning; 173,3 km)
Pořadí v rámci etapy
| Pořadí | Jezdec            | Stát  | Stáj                              | Čas      |
| ------ | ----------------- | ----- | --------------------------------- | -------- |
| 1.     | Ghader Mizbani    | Írán  | Tabriz Petrochemical Cycling Team | 4h13'32" |
| 2.     | Rasoul Barati     | Írán  | Giant Asia Racing Team            | + 11"    |
| 3.     | Alexandr Filippov | Rusko | Ruský národní tým                 | + 11"    |
| …      |                   |       |                                   |          |
| 81.    | Jakub Kratochvíla | Česko | Arbö KTM-Gebrüder Weiss           | + 19'22" |

Celková klasifikace
| Pořadí | Jezdec            | Stát                   | Stáj                           | Čas       |
| ------ | ----------------- | ---------------------- | ------------------------------ | --------- |
| 1.     | Radoslav Rogina   | Chorvatsko             | BK Loborika                    | 10h21'51" |
| 2.     | Gregor Gazvoda    | Slovinsko              | Arbö KTM-Gebrüder Weiss        | + 34"     |
| 3.     | Kiel Reijnen      | Spojené státy americké | Jelly Belly presented by Kenda | + 44"     |
| …      |                   |                        |                                |           |
| 63.    | Jakub Kratochvíla | Česko                  | Arbö KTM-Gebrüder Weiss        | + 36'33"  |

### 4. etapa (Středisko Tuo-pa–Čching-chaj-chu; 117,8 km)
Pořadí v rámci etapy
| Pořadí | Jezdec            | Stát     | Stáj                              | Čas      |
| ------ | ----------------- | -------- | --------------------------------- | -------- |
| 1.     | Jurij Metlušenko  | Ukrajina | Amore e Vita-Conad                | 2h50'12" |
| 2.     | Boris Špilevskij  | Rusko    | Ruský národní tým                 | + 0"     |
| 3.     | Mehdi Sohrabi     | Írán     | Tabriz Petrochemical Cycling Team | + 0"     |
| …      |                   |          |                                   |          |
| 45.    | Jakub Kratochvíla | Česko    | Arbö KTM-Gebrüder Weiss           | + 0"     |

Celková klasifikace
| Pořadí | Jezdec            | Stát                   | Stáj                           | Čas       |
| ------ | ----------------- | ---------------------- | ------------------------------ | --------- |
| 1.     | Radoslav Rogina   | Chorvatsko             | BK Loborika                    | 13h12'03" |
| 2.     | Gregor Gazvoda    | Slovinsko              | Arbö KTM-Gebrüder Weiss        | + 34"     |
| 3.     | Kiel Reijnen      | Spojené státy americké | Jelly Belly presented by Kenda | + 44"     |
| …      |                   |                        |                                |           |
| 61.    | Jakub Kratochvíla | Česko                  | Arbö KTM-Gebrüder Weiss        | + 36'33"  |

### 5. etapa (Čching-chaj-chu–Niao-tao; 120,6 km)
Pořadí v rámci etapy
| Pořadí | Jezdec            | Stát       | Stáj                    | Čas      |
| ------ | ----------------- | ---------- | ----------------------- | -------- |
| 1.     | Jurij Metlušenko  | Ukrajina   | Amore e Vita-Conad      | 2h52'36" |
| 2.     | Boris Špilevskij  | Rusko      | Ruský národní tým       | + 0"     |
| 3.     | Ruslan Tleubajev  | Kazachstán | Kazašský národní tým    | + 0"     |
| …      |                   |            |                         |          |
| 105.   | Jakub Kratochvíla | Česko      | Arbö KTM-Gebrüder Weiss | + 1'48"  |

Celková klasifikace
| Pořadí | Jezdec            | Stát                   | Stáj                           | Čas       |
| ------ | ----------------- | ---------------------- | ------------------------------ | --------- |
| 1.     | Radoslav Rogina   | Chorvatsko             | BK Loborika                    | 16h04'39" |
| 2.     | Kiel Reijnen      | Spojené státy americké | Jelly Belly presented by Kenda | + 41"     |
| 3.     | David McCann      | Irsko                  | Giant Asia Racing Team         | + 44"     |
| …      |                   |                        |                                |           |
| 64.    | Jakub Kratochvíla | Česko                  | Arbö KTM-Gebrüder Weiss        | + 38'21"  |

### 6. etapa (Niao-tao–Si-chaj-čen; 152,4 km)
Pořadí v rámci etapy
| Pořadí | Jezdec            | Stát   | Stáj                              | Čas      |
| ------ | ----------------- | ------ | --------------------------------- | -------- |
| 1.     | Mehdi Sohrabi     | Írán   | Tabriz Petrochemical Cycling Team | 3h07'01" |
| 2.     | Nikola Kozomara   | Srbsko | Partizan Srbija                   | + 0"     |
| 3.     | Hossein Askari    | Írán   | Tabriz Petrochemical Cycling Team | +3"      |
| …      |                   |        |                                   |          |
| 44.    | Jakub Kratochvíla | Česko  | Arbö KTM-Gebrüder Weiss           | + 5'41"  |

Celková klasifikace
| Pořadí | Jezdec            | Stát                   | Stáj                              | Čas       |
| ------ | ----------------- | ---------------------- | --------------------------------- | --------- |
| 1.     | Hossein Askari    | Írán                   | Tabriz Petrochemical Cycling Team | 19h13'16" |
| 2.     | Radoslav Rogina   | Chorvatsko             | BK Loborika                       | + 44"     |
| 3.     | Kiel Reijnen      | Spojené státy americké | Jelly Belly presented by Kenda    | + 1'25"   |
| …      |                   |                        |                                   |           |
| 59.    | Jakub Kratochvíla | Česko                  | Arbö KTM-Gebrüder Weiss           | + 42'26"  |

### 7. etapa (Si-chaj-čen–Mo-le; 123 km)
Pořadí v rámci etapy
| Pořadí | Jezdec            | Stát      | Stáj                    | Čas      |
| ------ | ----------------- | --------- | ----------------------- | -------- |
| 1.     | Boris Špilevskij  | Rusko     | Ruský národní tým       | 3h02'01" |
| 2.     | Matej Stare       | Slovinsko | Slovinský národní tým   | + 0"     |
| 3.     | Simon Clarke      | Austrálie | ISD-Neri                | +0"      |
| …      |                   |           |                         |          |
| 61.    | Jakub Kratochvíla | Česko     | Arbö KTM-Gebrüder Weiss | + 1'10"  |

Celková klasifikace
| Pořadí | Jezdec            | Stát                   | Stáj                              | Čas       |
| ------ | ----------------- | ---------------------- | --------------------------------- | --------- |
| 1.     | Hossein Askari    | Írán                   | Tabriz Petrochemical Cycling Team | 22h15'17" |
| 2.     | Radoslav Rogina   | Chorvatsko             | BK Loborika                       | + 44"     |
| 3.     | Kiel Reijnen      | Spojené státy americké | Jelly Belly presented by Kenda    | + 1'25"   |
| …      |                   |                        |                                   |           |
| 57.    | Jakub Kratochvíla | Česko                  | Arbö KTM-Gebrüder Weiss           | + 43'36"  |

### 8. etapa (Čchi-lien–Čching-š'-cuej; 150,4 km)
Pořadí v rámci etapy
| Pořadí | Jezdec             | Stát       | Stáj                              | Čas      |
| ------ | ------------------ | ---------- | --------------------------------- | -------- |
| 1.     | Boris Špilevskij   | Rusko      | Ruský národní tým                 | 3h21'51" |
| 2.     | Mehdi Sohrabi      | Írán       | Tabriz Petrochemical Cycling Team | + 0"     |
| 3.     | Valentin Iglinskij | Kazachstán | Kazašský národní tým              | +0"      |
| …      |                    |            |                                   |          |
| 82.    | Jakub Kratochvíla  | Česko      | Arbö KTM-Gebrüder Weiss           | + 2'01"  |

Celková klasifikace
| Pořadí | Jezdec            | Stát       | Stáj                              | Čas       |
| ------ | ----------------- | ---------- | --------------------------------- | --------- |
| 1.     | Hossein Askari    | Írán       | Tabriz Petrochemical Cycling Team | 25h37'08" |
| 2.     | Radoslav Rogina   | Chorvatsko | BK Loborika                       | + 44"     |
| 3.     | Mitja Mahorič     | Slovinsko  | Slovinský národní tým             | + 1'24"   |
| …      |                   |            |                                   |           |
| 59.    | Jakub Kratochvíla | Česko      | Arbö KTM-Gebrüder Weiss           | + 45'37"  |

### 9. etapa (kritériumSi-ning; 66 km)
Pořadí v rámci etapy
| Pořadí | Jezdec            | Stát       | Stáj                              | Čas      |
| ------ | ----------------- | ---------- | --------------------------------- | -------- |
| 1.     | Mehdi Sohrabi     | Írán       | Tabriz Petrochemical Cycling Team | 1h17'51" |
| 2.     | Ruslan Tleubajev  | Kazachstán | Kazašský národní tým              | + 0"     |
| 3.     | Boris Špilevskij  | Rusko      | Ruský národní tým                 | +0"      |
| …      |                   |            |                                   |          |
| 16.    | Jakub Kratochvíla | Česko      | Arbö KTM-Gebrüder Weiss           | + 0"     |